# Osiedle Ustronie (Gniezno)
Osiedle Ustronie – osiedle we wschodniej części Gniezna (administracyjnie część Osiedla nr II Tysiąclecie), ok. 4000 mieszkańców.
Zabudowa 5. (z końca lat 80) i 4. kondygnacyjna (współczesna). Na osiedlu istnieją place zabaw, boisko piłkarskie, parking, stojaki rowerowe, poczta, oddział banku PKO BP, żłobek „BONUS”, sklep motoryzacyjny HGP, baseny letnie, kościół bł. Bogumiła. Od wschodu graniczy z dzielnicą Róża, od północy z dzielnicą Winiary, od zachodu i południa z dzielnicą Osiedle Tysiąclecia.

## Ulice
- Cicha
- Antoniego Laubitza
- Władysława Sikorskiego
- Spokojna
  - Park XXV-lecia
- Stanisława Staszica (od granicy z ulicą Zabłockiego do skrzyżowania z ulicą Budowlanych)
- Mateusza Zabłockiego